# エピゴノイ
エピゴノイ（古希: Ἐπίγονοι, Epigonoi）は、ギリシア語で「後に生まれた者」を意味するエピゴノス（epigonos）の複数形。
ギリシア神話では、テーバイ攻めの七将が敗れた10年後に、七将の子供たちが復讐を誓い、再びテーバイを攻めた故事において、この七将の子供たちを「エピゴノイ」と呼んだ。エピゴノイの戦いは「テーバイ攻めの七将」のときとは逆の経過をたどった。彼らは勝利してテーバイを落城させたが、かつての七将のうちただ一人生還したアドラーストスの子アイギアレウスのみがこの戦いで死んだ。
ロバート・グレーヴスによれば、これは古くから吟遊詩人たちが語り伝えてきた物語で、アルゴナウタイの冒険やトロイア戦争より前の紀元前14世紀ごろの史実ではないかと考えられている。
歴史上では、アレクサンドロス大王の死後、その後継者となった部下たちをディアドコイといい、さらにその次代を担う指導者のことをいう。

## 神話
テーバイ攻めの七将がだれであるかについては説が分かれているため、エピゴノイがだれであるかについても異同がある。アポロドーロスによれば、次の8名である。
- ポリュネイケースの子テルサンドロス
- アドラーストスの子アイギアレウス
- アムピアラーオスの子アルクマイオーン、アムピロコス
- テューデウスの子ディオメーデース
- パルテノパイオスの子プロマコス
- カパネウスの子ステネロス
- メーキステウスの子エウリュアロス

エウリュアロスの代わりにヒッポメドーンの子ポリュドーロスとする説もある。

### アルクマイオーンの逡巡
先の七将の戦から10年経ち、七将の息子たちは父親の志を継ぐべくテーバイへの再攻撃を企てた。デルポイの神託を仰ぐと、「アルクマイオーンが指揮をとれば勝利を得る」と告げられた。しかし、エピゴノイ中アルクマイオーンひとりはこの戦いに気乗り薄で、このため弟のアムピロコスと激しい口論となった。二人は、結論を母親のエリピューレーの裁断に委ねることにした。
この事態を見て取ったテルサンドロスは、父ポリュネイケースがかつてそうしたように、ハルモニアーの魔法の婚礼衣装をエリピューレーに贈った。これはカドモスとハルモニアーの結婚式に、アテーナーが贈ったものである。エリピューレーは二人に参戦を命じ、アルクマイオーンはしぶしぶ指揮を執った。
エピゴノイ率いるアルゴスの軍勢を迎え撃ったのは、エテオクレースの子ラーオダマースである。城外に撃って出た戦いでラーオダマースはアイギアレウスを斃したが、アルクマイオーンに討ち取られた。テーバイ勢は城に敗走した。

### テイレシアースの予言
テーバイの予言者テイレシアースは、七将のひとりが生き残っているうちはテーバイは持ちこたえるが、その生き残りであるアドラーストスが息子のアイギアレウスの死によって、死期が迫っていること、そうなればテーバイは略奪されるであろうと予言した。彼はテーバイの民に対し、アルゴス勢に和議を申し出ておいて、夜のうちに家族を連れて脱出するよう助言した。テイレシアース自身はテーバイがアルゴス勢の手に落ちると同時に死ぬ運命であるから、人々が自分の言葉に従おうと従うまいといっこうに構わない、といった。テーバイの民はこれに従い、城から北をめざして落ち延びてヘスティアイアの都市を建てた。テイレシアース自身もティルプーサ（またはティルピュッサ）の泉まで逃れたが、泉の水を飲んだところで彼の長い寿命が尽きた。

### テーバイの陥落
息子アイギアレウスの死を聞かされたアドラーストスは悲しみのあまり息が絶えた。同じ日、もぬけの殻となったテーバイにエピゴノイは乗り込み、略奪の上、城壁を壊した。勝利したときには戦利品の中で最も良いものをアポローンに捧げるという誓いにより、テイレシアースの娘マントーがデルポイに送られた。
戦いの後、テルサンドロスはアルゴス勢の勝利はエリピューレーを買収した自分の功績であると自慢した。これを聞いてアルクマイオーンは、エリピューレーの虚栄心が父アムピアラーオスを死地においやり、また自分も同様の危険にさらされていたことを知った。またアムピアラーオスはアルクマイオーンに、自分が生還しなかったら、母を成敗するよう言い残していたともいう。デルポイの神託を求めると、アポローンは「エリピューレーは死に値する」と応えた。母を殺せ、との意に受け取ったアルクマイオーンは、帰還すると母親を殺害した。死ぬ間際にエリピューレーは息子を呪い、アルクマイオーンはエリーニュスたちに追われる身となった。
生き残ったエピゴノイは、その後勃発したトロイア戦争にも遠征軍として加わった。

## 参考書籍
- アポロドーロス『ギリシア神話』（高津春繁訳、岩波文庫）
- カール・ケレーニイ『ギリシアの神話』（「神々の時代」・「英雄の時代」、高橋英夫訳、中央公論社）
- ロバート・グレーヴス『ギリシア神話』（上・下、高杉一郎訳、紀伊國屋書店）
- R・L・グリーン『ギリシア神話　テーバイ物語』（眞方陽子訳、ちくま文庫） (ISBN 4-480-02592-8)
- B・エヴスリン『ギリシア神話小事典』（小林稔訳、現代教養文庫） (ISBN 4-390-11000-4)